# Prozostrodon
Prozostrodon es un género extinto de cinodonte avanzado que estaba muy cercanamente relacionado con los ancestros de los mamíferos. Sus restos fueron hallados en  Brasil y datan de mediados del Triásico. Fue descrito originalmente como una especie de Thrinaxodon y probablemente era muy similar a este género en su constitución general. El único resto corresponde a un cráneo que mide 6.7 centímetros, indicando que el animal completo podría ser del tamaño de un gato, aunque existe la diuda de sí el hallazgo representa realmente a un individuo adulto. Los dientes son los típicos de los cinodontes avanzados, y el animal era probablemente un carnívoro pequeño que cazaba reptiles pequeños y otras presas similares.
Análisis posteriores indicaron que Prozostrodon estaba más cercanamente emparentado con los mamíferos que con las especies de Thrinaxodon, y le fue dado su propio género. Los análisis cladísticos indican que sus parientes más cercanos dieron origen a los primeros mamaliaformes y por lo tanto al grupo corona de los mamíferos. Prozostrodon fue hallado en la Formación Santa Maria en el Geoparque de Paleorrota y se encuentra alojado en el museo de paleontología de la Universidade Federal do Rio Grande do Sul.